# Mainque
Mainque är en ort i Argentina.   Den ligger i provinsen Río Negro, i den sydvästra delen av landet, 900 km sydväst om huvudstaden Buenos Aires. Mainque ligger 218 meter över havet och antalet invånare är 2 658.
Terrängen runt Mainque är huvudsakligen platt, men norrut är den kuperad. Närmaste större samhälle är Ingeniero Luis A. Huergo, 6,0 km öster om Mainque.
Omgivningarna runt Mainque är i huvudsak ett öppet busklandskap. Trakten runt Mainque är nära nog obefolkad, med mindre än två invånare per kvadratkilometer.